# Julius Hartmann (fysiker)
Julius Frederik Georg Poul Hartmann, född 11 november 1881 i Holeby, död 6 november 1951, var en dansk fysiker. 
Hartmann blev student 1900, avlade magisterkonferens 1906 och blev teknologie doktor 1918 (som den förste danska innehavaren av denna grad). Han blev assistent vid Köpenhamns universitets fysiska laboratorium 1903, docent där 1914, föreståndare för andra fysiska laboratoriet vid Polyteknisk Læreanstalt 1922 och professor i teknisk fysik där 1929. Han var medlem av Akademiet for de Tekniske Videnskaber från 1937.
Hartmann kom tidigt in på arbeten med kvicksilverstrålar, som dels resulterade i konstruktion av en rad elektrotekniska apparater (bland annat strömbrytare och likriktare, vars teori framställdes i hans doktorsavhandling, och för vars fortsatta användande bildades ett av danska elektrotekniska firmor understött bolag, dels i flera vetenskapliga artiklar om vätske- och gasstrålar. Han lade grunden till magnetohydrodynamiken, som långt senare fick avgörande betydelse för plasmafysiken.
Hartmann intresserade sig även för mät- och räkneteknik och utförde ett betydande arbete för att få dessa ämnens betydelse erkända i danska tekniska kretsar. Hans egna bidrag till dessa ämnens utveckling, Maaleteknik (1914 och senare omarbetade upplagor) blev dock inte oomstridda.